# Cogia
Cogia is een geslacht van vlinders van de familie dikkopjes (Hesperiidae), uit de onderfamilie Eudaminae.

## Soorten
- C. abdul Hayward, 1946
- C. aventinus (Godman & Salvin, 1893)
- C. azila Evans, 1953
- C. caicus (Herrich-Schäffer, 1869)
- C. cajeta (Herrich-Schäffer, 1869)
- C. calchas (Herrich-Schäffer, 1869)
- C. cerradicola (Mielke, 1967)
- C. elaitas (Hewitson, 1867)
- C. grandis Riley, 1921
- C. guandu Mielke, 1978
- C. hassan Butler, 1870
- C. hippalus (Edwards, 1882)
- C. mala Evans, 1953
- C. punctilia Plötz, 1882
- C. troilus Mabille, 1897